# Nepo baby
 (décembre 2024).

L'expression nepo baby, parfois traduite en français par fils de et fille de, désigne de manière péjorative une personne dont la carrière est liée à celle dans laquelle ses parents ont connu le succès. 
L'insinuation est que, parce que leurs parents avaient déjà des relations dans un ou plusieurs secteurs, l'enfant a pu utiliser ces relations pour construire une carrière dans ces secteurs.

## Origine du mot
Il vient des termes nepotism (népotisme en anglais) et baby (bébé en anglais). Le succès et la visibilité de ces personnalités ainsi dénommées interrogent et posent la question d'un accès privilégié à des commandes artistiques, aux éditeurs, à la commande publique grâce au réseau de leurs parents.
L'expression serait née dans le New York Magazine en décembre 2022. Elle ne toucherait cependant pas seulement le milieu artistique. Par exemple, on le retrouve également dans le milieu politique.

## Nepo babies en France
L'émergence du terme apparait au cours du début des années 2020 avec une surreprésentation de jeunes artistes et créateurs du monde de la Culture, des médias et de la politique. Il est parfois suggéré que leurs liens familiaux permettent un accès facilité aux médias, éditeurs, institutions culturelles et opportunités. On remarque que le domaine d'activité de ces jeunes népo babies est très souvent le même que celui de leurs parents.

## Exemples de personnalités désignées comme «nepo babies»
- Zoé Adjani-Vallat, nièce d'Isabelle Adjani[1]
- Maude Apatow, fille de Judd Apatow et de Leslie Mann[6]
- Victor Belmondo, petit-fils de Jean-Paul Belmondo[1]
- Marilou Berry, fille de Josiane Balasko[3]
- Anna Biolay, fille de Chiara Mastroianni et de Benjamin Biolay[3]
- Lily-Rose Depp, fille de Vanessa Paradis et de Johnny Depp[1]
- Louis Garrel, fils de Philippe Garrel et de Brigitte Sy[3]
- Maya Hawke, fille d'Ethan Hawke et d'Uma Thurman[3]
- Raïka Hazanavicius, fille de Serge Hazanavicius[1]
- Kim Higelin, petite-fille de Jacques Higelin[1]
- Dakota Johnson, fille de Don Johnson et de Melanie Griffith[6]
- Carmen Kassovitz, fille de Mathieu Kassovitz[1]
- Paul Kircher et Samuel Kircher, fils de Jérôme Kircher et d'Irène Jacob[1]
- Zoë Kravitz, fille de Lenny Kravitz[3]
- Suzanne Lindon, fille de Sandrine Kiberlain et de Vincent Lindon[1]
- Félix Moati, fils de Serge Moati[3]
- Gwyneth Paltrow, fille de Bruce Paltrow et de Blythe Danner[3]
- Margaret Qualley, fille d'Andie MacDowell[6]
- Nine d'Urso, fille d'Inès de La Fressange[1]
- Vassili Schneider, frère de Vadim Schneider, de Niels Schneider et d'Aliocha Schneider[1]
- Laura Smet, fille de Johnny Hallyday et de Nathalie Baye[3]
- Alexander Skarsgård , Gustaf Skarsgård ainsi que Bill Skarsgård tous trois fils du comédien Stellan Skarsgård